# Marion Aizpors
Marion Aizpors (18 de febrero de 1961) es una deportista alemana que compitió para la RFA en natación. Ganó tres medallas en el Campeonato Europeo de Natación, en los años 1981 y 1989.

## Palmarés internacional
| Campeonato Europeo | Campeonato Europeo | Campeonato Europeo | Campeonato Europeo |
| Año                | Lugar              | Medalla            | Prueba             |
| ------------------ | ------------------ | ------------------ | ------------------ |
| 1981               | Split (Yugoslavia) | Medalla de plata   | 4 × 100 m libre    |
| 1981               | Split (Yugoslavia) | Medalla de bronce  | 4 × 100 m estilos  |
| 1989               | Bonn (RFA)         | Medalla de bronce  | 4 × 100 m libre    |